# Johnny Walker (zawodnik MMA)
Johnny Walker, właśc. Walker Johnny da Silva Barra de Souza (ur. 30 marca 1992 w Belford Roxo) – brazylijski zawodnik mieszanych sztuk walki (MMA). Obecnie rywalizuje w wadze półciężkiej w Ultimate Fighting Championship (UFC). Walker, startujący zawodowo od 2013 roku, dostał się do UFC poprzez rywalizację w Dana White’s Contender Series, a wcześniej brał także udział w gali Jungle Fight w swojej rodzinnej Brazylii.

## Kariera MMA

### Wczensa kariera
Walker zadebiutował w zawodowym MMA w grudniu 2013 roku. Przez następne cztery lata walczył w rodzinnej Brazylii i zanotował rekord 10 zwycięstw i 3 porażek, a wszystkie jego zwycięstwa miały miejsce przed czasem.
Później otrzymał ofertę od szkockiego biznesmena odbycia szkolenia w jego kraju, do którego postanowił się przenieść. Po miesiącu nie otrzymał żadnego wynagrodzenia i zrezygnował z oferty. Na początku 2018 r. przeniósł się do Anglii, gdzie dodał 3 kolejne zwycięstwa do swojego rekordu i zdobył pas organizacji Ultimate Challenge MMA. 

### Dana White’s Contender Series
11 sierpnia 2018 roku wziął udział w jednej z edycji programu Dana White’s Contender Series. Tam zmierzył się z Henrique da Silvą, którego pokonał jednogłośną decyzją. Zwycięstwo zapewniło mu kontrakt z UFC.

## Osiągnięcia i nagrody
- Ultimate Fighting Championship
  - Bonus za występ wieczoru (cztery razy) vs. Khalil Rountree Jr. (2018)[8], Justin Ledet (2019)[9], Michaił Cyrkunow (2019)[10], Ion Cuțelaba (2022)[11]

- MMAJunkie.com
  - Nokaut miesiąca luty vs. Justin Ledet[12]
- European Beatdown
  - 2018: Mistrz EBD w wadze półciężkiej
- Ultimate Challenge MMA
  - 2018: Mistrz UCMMA w wadze półciężkiej

## Lista zawodowych walk w MMA
| Wynik     | Bilans   | Przeciwnik (bilans przed walką)  | Rozstrzygnięcie                           | Runda | Czas | Rozgrywki                                | Data       | Miejsce              | Uwagi                                                                      |
| --------- | -------- | -------------------------------- | ----------------------------------------- | ----- | ---- | ---------------------------------------- | ---------- | -------------------- | -------------------------------------------------------------------------- |
|           |          | Mingyang Zhang (19-6)            |                                           |       |      | UFC Fight Night: Zhang vs. Walker        | 23.08.2025 | Szanghaj             | Main Event.                                                                |
| Przegrana | 21-9 (1) | Volkan Oezdemir (19-7)           | KO (cios pięścią)                         | 1     | 2:28 | UFC Fight Night: Whittaker vs. Aliskerov | 22.06.2024 | Rijad                |                                                                            |
| Przegrana | 21-8 (1) | Magomied Ankalajew (18-1-1. 1NC) | KO (ciosy pięściami)                      | 2     | 2:42 | UFC Fight Night: Ankalaev vs. Walker 2   | 13.01.2024 | Las Vegas            |                                                                            |
| Nieodbyta | 21-7 (1) | Magomied Ankalajew (18-1-1)      | No contest (nielegalne kolano)            | 1     | 3:13 | UFC 294                                  | 21.10.2024 | Abu Zabi             | Przypadkowe nielegalne kolano uniemożliwiło Walkerowi kontynuowanie walki. |
| Wygrana   | 21-7     | Anthony Smith (35-17)            | Decyzja (jednogłośna)                     | 3     | 5:00 | UFC on ABC: Rozenstruik vs. Almeida      | 13.05.2023 | Charlotte            |                                                                            |
| Wygrana   | 20-7     | Paul Craig (16-5-1)              | TKO (ciosy pięściami)                     | 1     | 2:16 | UFC 283                                  | 21.01.2023 | Rio de Janeiro       |                                                                            |
| Wygrana   | 19-7     | Ion Cuțelaba (16-7-1)            | Poddanie (duszenie zza pleców)            | 1     | 4:37 | UFC 279                                  | 10.09.2022 | Las Vegas            | Bonus za występ wieczoru.                                                  |
| Przegrana | 18-7     | Jamahal Hill (9-1)               | KO (cios pięścią)                         | 1     | 2:55 | UFC Fight Night: Walker vs. Hill         | 19.02.2022 | Las Vegas            |                                                                            |
| Przegrana | 18-6     | Thiago Santos (21-9)             | Decyzja (jednogłośna)                     | 5     | 5:00 | UFC Fight Night: Santos vs. Walker       | 02.10.2021 | Las Vegas            |                                                                            |
| Wygrana   | 18-5     | Ryan Spann (18-5)                | KO (łokcie i ciosy pięściami)             | 1     | 2:43 | UFC Fight Night: Covington vs. Woodley   | 19.09.2020 | Las Vegas            |                                                                            |
| Przegrana | 17-5     | Nikita Kryłow (26-7)             | Decyzja (jednogłośna)                     | 3     | 5:00 | UFC Fight Night: Lee vs. Oliveira        | 14.03.2020 | Brasília             |                                                                            |
| Przegrana | 17-4     | Corey Anderson (12-4)            | TKO (ciosy pięściami)                     | 1     | 2:07 | UFC 244                                  | 02.11.2019 | Nowy Jork            |                                                                            |
| Wygrana   | 17-3     | Michaił Cyrkunow (14-4)          | TKO (latające kolano i ciosy pięściami)   | 1     | 0:38 | UFC 235                                  | 02.03.2019 | Las Vegas            | Bonus za występ wieczoru.                                                  |
| Wygrana   | 16-3     | Justin Ledet (9-1)               | TKO (obrotowy backfist i ciosy pięściami) | 1     | 0:15 | UFC Fight Night: Assunção vs. Moraes 2   | 02.02.2019 | Fortaleza            | Bonus za występ wieczoru.                                                  |
| Wygrana   | 15-3     | Khalil Rountree Jr. (7-2)        | KO (łokieć)                               | 1     | 1:57 | UFC Fight Night: Magny vs. Ponzinibbio   | 17.11.2018 | Buenos Aires         | Debiut w UFC. Bonus za występ wieczoru.                                    |
| Wygrana   | 14-3     | Henrique da Silva (14-4)         | Decyzja (jednogłośna)                     | 3     | 5:00 | Dana White's Contender Series Brazil 2   | 11.08.2018 | Las Vegas            |                                                                            |
| Wygrana   | 13-3     | Cheick Kone (17-8)               | TKO (ciosy pięściami)                     | 1     | 3:04 | European Beatdown 3                      | 17.03.2018 | Mons                 | Zdobył pas mistrzowski EBD w wadze półciężkiej.                            |
| Wygrana   | 12-3     | Jędrzej Maćkowiak (6-1)          | KO (kolano i ciosy pięściami)             | 2     | 2:42 | Krwawy Sport 1                           | 11.03.2018 | Southampton          | Walka w wadze ciężkiej.                                                    |
| Wygrana   | 11-3     | Stuart Austin (12-4)             | KO (kolano)                               | 1     | 2:44 | Ultimate Challenge MMA 54                | 10.02.2018 | Londyn               | Zdobył mistrzostwo UCMMA w wadze półciężkiej.                              |
| Wygrana   | 10-3     | Rodrigo Jesus (9-7-1)            | TKO (ciosy pięściami)                     | 1     | 2:18 | Brave CF 8: The Rise of Champions        | 12.08.2017 | Kurytyba             |                                                                            |
| Wygrana   | 9-3      | Luis Guilherme de Andrade (3-1)  | Poddanie (duszenie gilotynowe)            | 1     | 0:29 | Katana Fight: Gold Edition               | 25.03.2017 | Colombo              | Powrót do wagi półciężkiej.                                                |
| Przegrana | 8-3      | Henrique Silva Lopes (4-0)       | KO (ciosy pięściami)                      | 1     | 0:18 | Jungle Fight 88                          | 25.06.2016 | Poços de Caldas      |                                                                            |
| Wygrana   | 8-2      | Fábio Vasconcelos (8-2)          | TKO (ciosy pięściami)                     | 1     | 4:10 | Imortal FC 4: Dynamite                   | 21.05.2016 | São José dos Pinhais |                                                                            |
| Przegrana | 7-2      | Klidson Abreu (7-1)              | Poddanie (duszenie zza pleców)            | 2     | 3:10 | Samurai FC 12: Hearts on Fire            | 10.10.2015 | Kurytyba             | Pojedynek o pas mistrzowski Samurai FC w wadze ciężkiej.                   |
| Wygrana   | 7-1      | Murilo Grittz (0-0)              | TKO (ciosy pięściami)                     | 1     | 0:56 | PRVT: Garuva Top Fight                   | 16.08.2015 | Garuva               |                                                                            |
| Wygrana   | 6-1      | Marck Polimeno (0-4)             | Poddanie (duszenie zza pleców)            | 1     | 0:38 | PRVT: Afonso Pena Top Fight 3            | 28.06.2015 | São José dos Pinhais |                                                                            |
| Wygrana   | 5-1      | Ricardo Pandora (2-0)            | TKO (ciosy pięściami)                     | 1     | 3:20 | Imortal FC 1: The Invasion               | 13.06.2015 | São José dos Pinhais |                                                                            |
| Wygrana   | 4-1      | Andrew Flores Smith (14-7)       | TKO (ciosy pięściami)                     | 3     | 0:28 | Peru FC 21                               | 28.05.2015 | Lima                 |                                                                            |
| Przegrana | 3-1      | Wagner Prado (9-2)               | TKO (ciosy pięściami)                     | 2     | 3:40 | Circuito Team Nogueira MMA Beach 1       | 29.11.2014 | Rio de Janeiro       |                                                                            |
| Wygrana   | 3-0      | João Vitor Lopes da Silva (0-0)  | TKO (ciosy pięściami)                     | 1     | N/A  | Gigante Fight MMA 2                      | 11.10.2014 | Rio de Janeiro       |                                                                            |
| Wygrana   | 2-0      | Vitor Casanova (1-1)             | TKO (ciosy pięściami)                     | 1     | 4:38 | Ubá Fight 5                              | 13.09.2014 | Ubá                  |                                                                            |
| Wygrana   | 1-0      | Francisco Francisco (0-0)        | TKO (kolana i ciosy pięściami)            | 1     | 0:49 | Circuito Invictus de MMA 2               | 14.12.2013 | Rio de Janeiro       |                                                                            |